# Донаксы
Донаксы (лат. Donax) — род двустворчатых моллюсков из семейства донацид (Donacidae).

## Описание
Раковина удлинёно-треугольная или удлинённо-овальная, с широкими макушками, заметно сдвинутыми назад. Наружная поверхность гладкая либо с радиальными ребрами, морщинками или линиями.

## Ареал и местообитание
Живут преимущественно близ берегов на малых глубинах в умеренной и тропической зонах. В Чёрном море встречаются 2 вида этого рода: донакс обрезанный (Donax trunculus) и донакс исчерченный (Donax semistriatus).

## Классификация
- Donax asper
- Donax assimilis
- Donax baliregteri
- Donax bertini
- Donax bipartitus
- Donax brazieri
- Donax bruneirufi
- Donax burnupi
- Donax caelatus
- Donax californicus
- Donax carinatus
- Donax clathratus
- Donax culter
- Donax cuneatus
- Donax denticulatus
- Donax dentifer
- Donax ecuadorianus
- Donax erythraeensis
- Donax faba
- Donax fossor
- Donax gemmula
- Donax gouldii
- Donax hanleyanus
- Donax kindermanni
- Donax lubricus
- Donax madagascariensis
- Donax nitidus
- Donax obesulus
- Donax obesus
- Donax oweni
- Donax pallidus
- Donax paxillus
- Donax peruvianus
- Donax punctatostriatus
- Donax rothi
- Donax semistriatus — донакс исчерченный
- Donax serra
- Donax simplex
- Donax sordidus
- Donax striatus
- Donax texasianus
- Donax townsendi
- Donax transversus
- Donax trunculus — донакс обрезанный
- Donax variabilis
- Donax variegatus
- Donax vellicatus
- Donax veneriformis
- Donax venustusus
- Donax vittatus